# Glounthaune

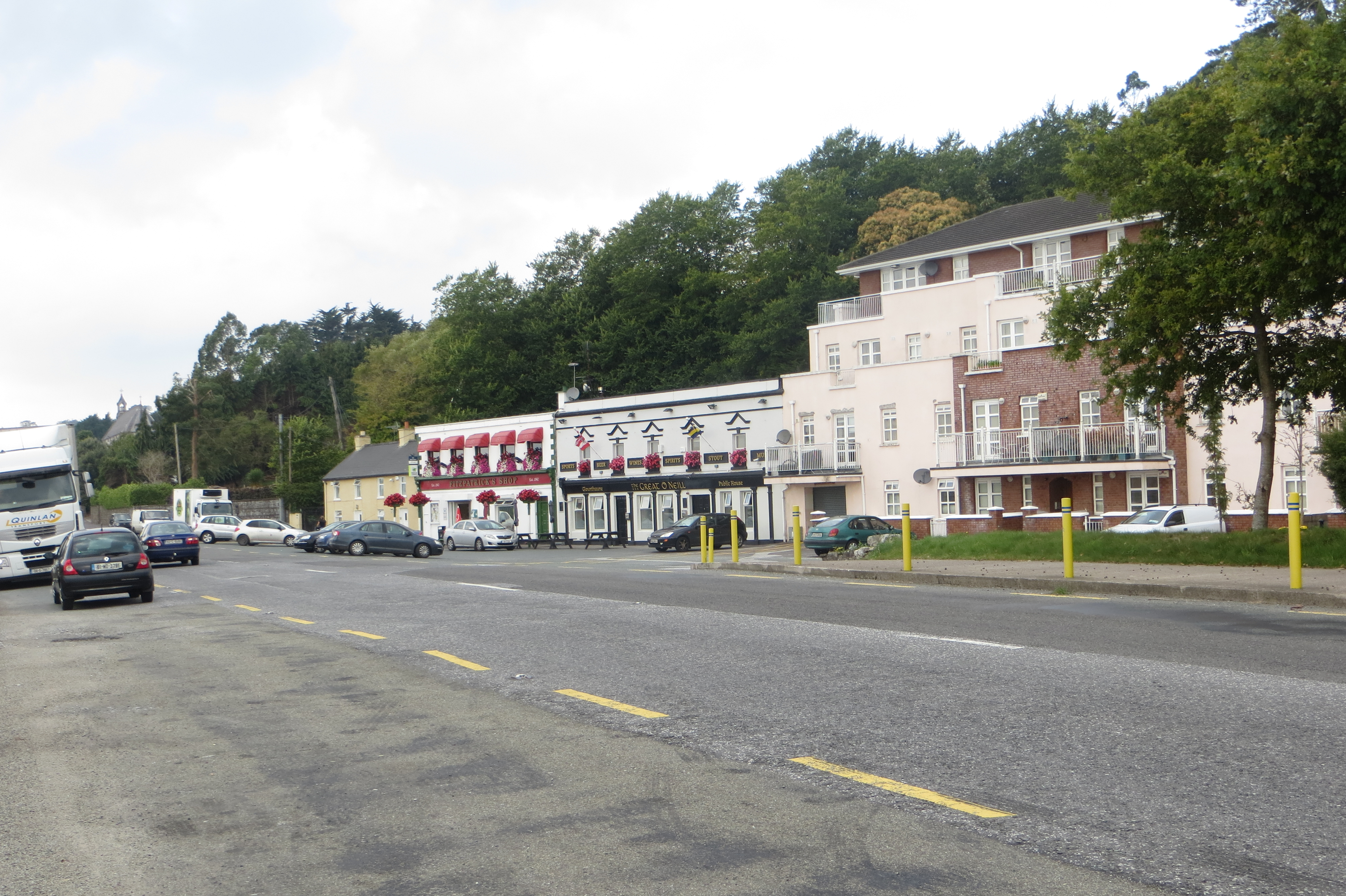
Glounthaune.

Glounthaune (iriska: Gleanntán) är ett samhälle strax öster om Cork i grevskapet Cork i Republiken Irland. Glounthaune ligger på pendeltågslinjen Cork-Cobh.